# Вэнь Муе
Вэнь Муе́ (кит. 文牧野, пиньинь  Wén Mùyě, палл. Вэнь Муе; род. 14 февраля 1985 года — китайский режиссёр и сценарист. Окончил режиссёрский факультет Пекинской киноакадемии с дипломом магистра. В 2010 году снял свой первый короткометражный фильм «Камень». В 2011 году был режиссёром и сценаристом короткометражного фильма «Золотое потомство». За эту кинокартину на пятом молодёжном конкурсе короткометражного кино в провинции Шаньдун Вэнь Муе был награждён премией за превосходную режиссуру и выдающийся сценарий. В 2012 и 2013 годах на «Первом международном кинофестивале» был награждён премией за короткометражный фильм «Битва». В 2014 году на шестом международном кинофестивале короткометражных фильмов в Макао получил премию за короткий фильм «Реквием». В 2015 году принимал участие в постановке кинодрамы «Город любви».
В 2018 году снял кинодраму «Я не бог медицины». За эту кинокартину на четырнадцатом кинофестивале в Чанчуне получил премию за лучший сценарий, а на пятьдесят пятом кинофестивале в Тайбэе был удостоен кинопремии «Золотая лошадь» за лучший оригинальный сценарий.
В 2019 году вошёл в список китайских режиссёров, получивших кинопремию «Золотой петух» за фильм «Я не бог медицины».

## Биография
В 2004 году поступил в Северо-Восточный педагогический университет на факультет радио и телевидения. В 2010 году снял свой первый короткометражный фильм «Камень».
В 2011 году самостоятельно написал сценарий и был режиссёром своего второго по счёту короткометражного фильма «Золотое потомство», за который Вэнь Муе был награждён премией за превосходную режиссуру и выдающийся сценарий на пятом молодёжном конкурсе короткометражного кино в провинции Шаньдун. В том же году поступил в магистратуру в Пекинскую киноакадемию на режиссёрский факультет. Был учеником китайского кинорежиссёра и продюсера Тянь Чжуанчжуана.
В 2012 и 2013 годах на «Первом международном кинофестивале» был награждён премией за короткометражный фильм «Битва».
В 2014 году Вэнь Муе снял короткометражный фильм «Реквием», который стал его последней работой, снятой в период обучения в университете. На двенадцатом Азиатском международном кинофестивале он получил три премии: за лучший фильм среди китайских студентов, за лучший драматический художественный фильм и за лучшую идею фильма. А также, за эту кинокартину он получил премию и на шестом международном кинофестивале короткометражных фильмов в Макао. В 2015 году принимал участие в постановке кинодрамы «Город любви».
В 2018 году Вэнь Муе снял фильм «Я не бог медицины». В этом же году на мероприятии «Ночь кино Вэйбо» он получил премию — «Самый молодой режиссёр». За эту кинокартину на четырнадцатом кинофестивале в Чанчуне получил премию за лучший сценарий, а на пятьдесят пятом кинофестивале в Тайбэе был удостоен кинопремии «Золотая лошадь» за лучший оригинальный сценарий. Фильм также получил награду от австралийской академии кинематографа и телевидения премию ААСТА. Вэнь Муе стал первым китайским режиссёром, удостоенным этой награды. 17 декабря данный фильм показывали на первом кинофестивале острова Хайнань. На данном кинофестивале Вэнь Муе также получил награду за кинокартину"Я не Бог медицины".
26 апреля 2019 года за кинофильм «Я не бог медицины» Вэнь Муе был награждён премией Китайской ассоциации кинорежиссёров. 28 апреля 2019 года на 26-м кинофестивале Пекинского университета Вэнь был удостоен премией за лучшую режиссуру.
В 2019 году режиссёр закончил работу над следующим кинофильмом — «Я и моя Родина». В ноябре этого же года Вэнь Муе был удостоен премии «Золотой экран» за превосходную режиссуру.

## Режиссёрская работа
| Дата выхода | Название                            | В главных ролях                      |
| ----------- | ----------------------------------- | ------------------------------------ |
| 2010        | Камень (короткометражка)            | Цзя Чэньфэй                          |
| 2011        | Золотое потомство (короткометражка) | Юй Гуйцинь, Сун Цзиньлань, Ван Гуань |
| 2012        | Битва (короткометражка)             | Ма Цзюнь                             |
| 2014        | Реквием (короткометражка)           | Цзя Чэньфэй, Лю Нянь, Чэнь Хун       |
| 2015        | Город любви                         | Ян Ми, Чжэн Кайюань                  |
| 6 июля 2018 | Я не бог медицины                   | Сюй Чжэн, Чжоу Ивэй                  |
| 2019        | Я и моя родина                      | Хуан Бо,Чжан И                       |

## Работа сценариста
| Дата выхода | Название          |
| ----------- | ----------------- |
| 2010        | Камень            |
| 2015        | Город любви       |
| 6 июля 2018 | Я не бог медицины |